# Paulo Autuori
Paulo Autuori, född 25 augusti 1956, är en brasiliansk fotbollstränare.
Paulo Autuori var tränare för det peruanska landslaget 2003–2005 och qatariska landslaget 2012–2013.